# الكسندر دبليو. شامبلس
الكسندر دبليو. شامبلس هو محامي وقاضي وسياسي أمريكي، ولد في 10 سبتمبر 1864، وتوفي في 30 سبتمبر 1947.